# Metal Gear Solid 4: Guns of the Patriots
Metal Gear Solid 4: Guns of the Patriots vaak afgekort tot MGS 4, is een stealthspel ontwikkeld door Kojima Productions en gepubliceerd door Konami. Het is het zevende spel in de Metal Gear-serie en was exclusief verkrijgbaar voor de PlayStation 3. Het spel is wereldwijd op 12 juni 2008 uitgebracht.
Het spel werd in 2008 verkozen door GameSpot als Spel van het Jaar.

## Verhaal
Guns of the Patriots speelt zich af in de nabije toekomst waarin olie is vervangen door oorlog als de drijvende kracht achter de wereldeconomie. Wereldoverheden hebben hun eigen militaire strijdkrachten afgeschaft of aangepast en geprivatiseerd om zich aan te passen aan een wereld waarin een particulier of een overheid, zich aandoende als particulier, zonder enige moeite een zogeheten PMC (Private Military Company) in kan schakelen om zo een veinsoorlog (proxy war) in een bepaald gebied te voeren. Zoals in het introductiefilmpje wordt gezegd; "War, and it's consumption of life, has become a well-oiled machine, fueling the war economy" (vertaling: "Oorlog, en haar consumptie van levens, is een goedgeoliede machine geworden die de oorlogseconomie voortstuwt).
In deze setting zijn Solid Snake en Otacon nog steeds actief als anti-Metal Gear groepering "Philantrophy" (Philantropie), op jacht naar de "Patriots" en Liquid Ocelot. Solid Snake lijdt aan alle symptomen van wernersyndroom, een zeldzame ziekte die versneld verouderen als gevolg heeft. Ook al speelt het spel zich tijdsgewijs slechts negen jaar na Metal Gear Solid af, ziet Solid Snake er uit alsof hij inmiddels tegen zijn 70e levensjaar aanloopt. Old Snake (zoals het spel hem zelf noemt) en Otacon hebben hun anti-Metal Gear beweging uitgebreid met kindgenie Sunny, die de dochter van Olga, een eindbaas in Metal Gear Solid 2, blijkt te zijn. 
Al snel wordt geconcludeerd dat Liquid Ocelot het commando van een select aantal PMCs op zich heeft genomen en zich probeert af te zetten van de oorlogseconomie en het informatieregulieringssysteem van de Patriots. Door de hulp van een terugkerend karakter van het eerste deel in de Metal Gear Solid serie, heeft Ocelot een technologie ontwikkelt waarmee hij tijdelijk de invloed van de Patriots, die uitgeoefend wordt via nanomachines die elke PMC-soldaat in zich geïnjecteerd heeft als een soort van identificatie- en besturingssysteem, kan verstoren of zelfs uit kan schakelen. Zolang de nanomachines niet functioneren, kunnen wapens niet worden gebruikt, worden emoties niet gereguleerd en is rationeel reageren voor de meesten niet meer mogelijk. Ook Snake moet door de situatie gebruikmaken van nanomachines, al heeft hij in Metal Gear Solid een oudere generatie nanomachines toegediend gekregen.
Elke door Ocelot gecommandeerde PMC heeft Ocelot onder leiding gesteld van een elite-korps vrouwelijke supersoldaten die elk een traumatische ervaring hebben ondergaan. Elk lid van dit korps identificeert zich als een dier en een emotie, wat een combinatie is van de Cobra Unit uit Metal Gear Solid 3: Snake Eater, waar elke eindbaas een emotie meedroeg (The Fear, The Pain, The Joy, The End, The Fury en The Sorrow), en Metal Gear Solid, waar elke eindbaas een dier symboliseerde(Sniper Wolf, Revolver Ocelot, Liquid Snake, Psycho Mantis, Vulcan Raven, Decoy Octopus). De dames gaan onder de naam "BB Corps" (Beauty and the Beast Corps) achter Snake aan en bestaat uit Laughing Octopus, Raging Raven, Crying Wolf en Screaming Mantis.
Old Snake krijgt in het spel steun van Otacon door middel van "Metal Gear Mk. II", een op afstand bestuurbare verkenningsrobot die Snake in de gelegenheid stelt om ongezien vooruit te verkennen, en om mogelijke bedreigingen op voorhand te neutraliseren. Daarnaast maakt Raiden een terugkeer, dit keer als Snake's beschermengel, in plaats van omgekeerd bij zijn debuut in Metal Gear Solid 2: Sons of Liberty. Kolonel Roy Campbell maakt ook een kleine comeback in Metal Gear Solid 4, net als Rosemary, die via radioberichten Snake geïnformeerd houdt over zijn mentale toestand.
Op een bepaald moment in het spel keert Snake ook weer terug naar Shadow Moses, waar Metal Gear Solid 1 zich reeds afspeelde.

## Gameplay
In Metal Gear Solid 4 moet de speler met Solid Snake door de spelwereld navigeren door te sluipen en via traditionele gevechten. Het spel heeft veel filmpjes die gebeurtenissen van de vorige Metal Gear Solid-spellen uitleggen en hoe die te maken hebben met MGS 4. Snake heeft ook een robot waarmee hij kan communiceren met andere karakters. Het kan ook vijanden verlammen door middel van een zwakke elektrische schok, en kan op verkenning gaan.
Snake heeft een meter dat de uithoudingsvermogenmeter van Metal Gear Solid 3: Snake Eater vervangt. De meter geeft Snake zijn stress aan, en verandert naarmate Snake zijn huidige gevecht en klimaatcondities veranderen. Dit kan Snake zijn nauwkeurigheid met zijn wapens verhogen en verlaagt de schade die hij van vijanden neemt. Dit effect zal uiteindelijk verdwijnen en kan Snake tijdelijk in elkaar laten zakken. Door een sigaret te roken wordt hij kalmer.

## Hideo Kojima's betrekking tot de serie
Guns of the Patriots is door Hideo Kojima officieel benoemd als het laatste deel dat hij zelf zal regisseren, alsmede dat dit het laatste deel is, in canonische termen, waarin Solid Snake de prominente hoofdrol zal spelen. Hideo Kojima heeft expliciet laten weten dat de Metal Gear-franchise zeker nog vervolgen zal krijgen, maar dat hij zijn creatie, Solid Snake, liever niet in handen van een ander wil laten. Kojima zei dat hij altijd een sturende hand wil zijn in de voortzetting van de serie, en dat hij met zijn bedrijf, Kojima Productions, nog meerdere projecten heeft lopen omtrent de Metal Gear-serie.

## Recensies
Het spel heeft zeer goede recensies gekregen, en heeft een gemiddelde score van 94% op verzamelwebsite Metacritic. De eerste recensie was een 10/10 van PlayStation Official Magazine (UK), en zei: "MGS 4 shifts gears constantly, innovating again and again".

## Ontvangst
| Beoordeeld door       | Datum             | Score |
| --------------------- | ----------------- | ----- |
| Gamereactor (Finland) | 19 juni 2008      | 100%  |
| Thunderbolt Games     | 18 juni 2008      | 100%  |
| IGN                   | 12 juni 2008      | 100%  |
| Digital Chumps        | 17 juni 2008      | 100%  |
| That Gaming Site      | 12 september 2008 | 97%   |
| GamingTrend           | juli 2008         | 93%   |
| Game Vortex           | juli 2008         | 92%   |
| GamesFire             | 19 juni 2008      | 91%   |
| Jeuxvideo.com         | 30 mei 2008       | 85%   |
| Edge                  | 4 juni 2008       | 80%   |

## Trivia
- Het spel is opgenomen in het boek 1001 Video Games You Must Play Before You Die van Tony Mott.